# チオアニソール
チオアニソール (Thioanisole) は、化学式CH3SC6H5で表される有機化合物である。無色の液体で有機溶媒に溶ける。最も簡単なアルキルアリールチオエーテルである。化合物名は、本化合物がエーテル（つまり普通のアニソール）でなく、その硫黄アナログ（酸素原子を硫黄原子に置き換えたもの）のチオエーテルであることを示している。
チオアニソールは、チオフェノールのメチル化によって生成される。

## 反応
アルキルリチウム試薬は、チオアニソールのメチル基の水素原子を引き抜いて（脱プロトン化）強い求核試薬である C6H5SCH2Li を生成する。それによってより複雑な鎖や構造を形成することができる。得られたホモログ化チオエーテルは、さまざまな方法で取り扱うことができる。
単一の酸素原子の付加による硫黄の酸化により、メチルフェニルスルホキシドが得られる ジメチルジオキシランなどの酸化剤の滴定に有用な反応である。その後、酸化が続くとスルホンになる。  